# Naworth Castle

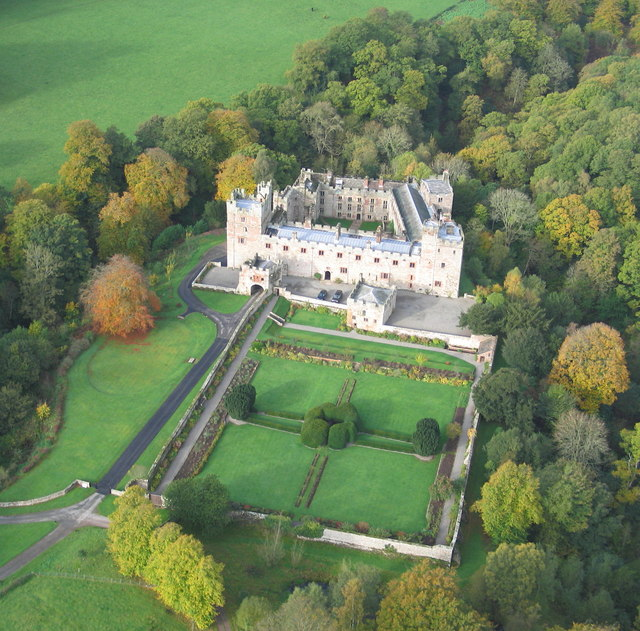
Luftaufnahme von Naworth Castle

Naworth Castle, auch Naward Castle, ist eine Burg etwa drei Kilometer östlich der Stadt Brampton an der A69 in der englischen Grafschaft Cumbria. Auf der anderen Seite des River Irthing liegt in Sichtweite die Lanercost Priory. Die Burg war der Sitz der Barone Dacre und ist heute Familiensitz ihrer Abkömmlinge, der Earls of Carlisle. English Heritage hat die Burg als historisches Gebäude I. Grades gelistet.

## Geschichte
Man nimmt an, dass die Burg im späten 13. Jahrhundert entstand. Aus dieser Zeit stammt ein Donjon mit quadratischem Grundriss und eine Motte. 1323 wurde die Burg erstmals urkundlich erwähnt und 1335 erhielt Ralph Dacre die königliche Erlaubnis, die Burg zu befestigen. Wohnquartiere wurden Anfang des 16. Jahrhunderts von Thomas Dacre hinzugefügt und 1602 gab es weitere Anbauten für seinen Nachfolger Lord William Howard. Der eingefriedete Garten aus dem 18. Jahrhundert liegt vermutlich innerhalb der Grenzen des alten Burggrabens.
Howard kaufte das Familienanwesen der Dacres von König Jakob I. zurück und quartierte sich, seine Kinder und seine Enkel in Naworth Castle ein. Er ließ die Burg restaurieren, das Anwesen ausbauen und schuf Ordnung in diesem Teil des Landes. Seine Familie war groß; sein älterer Sohn und Erbe Philip war der Großvater von Charles Howard, 1. Earl of Carlisle, und sein jüngerer Sohn Francis war der Vorfahr der Howards of Corby.
William Morris, der Künstler und Sozialist, weilte im August 1874 in der Burg. In einem Brief an Aglaia Coronio schrieb er: „(...) alles ist sehr angenehm. Ned und ich verbringen unsere Vormittage in einem sehr entzückenden Raum in einem der Türme, der nicht verändert wurde, seit William Howard aus der Zeit Elisabeth I. hier gelebt hat: Der ganze Ort hier ist sicherlich der poetischste in ganz England.“
Von 1939 bis 1940 war die Rossall School in Naworth Castle einquartiert, da diese die eigenen Gebäude verschiedenen Regierungsstellen zur Verfügung stellen musste. Derzeit lebt Philip Howard, Bruder und vermutlicher Erbe des 13. Earl of Carlisle, dort.

## Verschiedenes
- In der Burg findet sich ein gut erhaltenes Priesterloch.
- Francis Galton soll das Konzept der Korrelation auf Naworth Castle erfunden haben.[3]